# Lista zamków i pałaców w Berlinie i Brandenburgii
W Berlinie oraz Brandenburgii znajduje się wiele zamków, pałaców czy dworów. Budynki te stanowiły tło ważnych wydarzeń historycznych, były miejscem zamieszkania ważnych postaci historycznych i do dziś wzbudzają zachwyt.

## Berlin
| Nazwa                       | Miejsce         | Opis | Zdjęcie | Odnośnik                    |
| --------------------------- | --------------- | --- | ------- | --------------------------- |
| Altes Palais                | Mitte           | Został zbudowany w latach 1834–1837 dla księcia Wilhelma, późniejszego króla Prus i cesarza niemieckiego, który mieszkał w nim wraz z żoną Augustą do swojej śmierci w 1888 roku. W późniejszych latach budynek dalej pozostawał w posiadaniu rodziny Hohenzollernów. Po przeprowadzonej w latach 1963–1964 odbudowie ze zniszczeń z czasów II wojny światowej pałac został siedzibą Wydziału Nauk Prawnych Uniwersytetu Humboldtów, który mieści się w nim do dziś. |         | [ 1 ]                       |
| Pałac Bellevue              | Tiergarten      | Został wzniesiony w 1786 roku przez pruskiego księcia Augusta Ferdynanda, młodszego brata króla Fryderyka II Wielkiego, na podstawie planów Philippa Daniela Boumanna. Obecnie pałac pełni funkcję rezydencji prezydenta Republiki Federalnej Niemiec. |         | [ 2 ] [ 3 ] [ 4 ]           |
| Kronprinzenpalais           | Mitte           | Powstał w latach 1663–1669 jako rezydencja dworskiego urzędnika, później służył jako miejsce zamieszkania członków rodziny Hohenzollernów, spośród których kilku było królami Prus i cesarzami niemieckimi. Po upadku monarchii i utworzeniu Republiki Weimarskiej w budynku została ulokowana galeria sztuki nowoczesnej. Gdy do władzy doszli naziści, prace zgromadzone w galerii zostały zarekwirowane w ramach walki ze sztuką zdegenerowaną, zaś sama placówka przestała istnieć. W latach 1968–1969 pałac został odbudowany z przeznaczeniem na pensjonat i dom kultury dla pracowników magistratu Berlina Wschodniego. |         | [ 5 ] [ 6 ]                 |
| Prinzessinnenpalais         | Mitte           | Zbudowany w latach 1733–1737 z inicjatywy Samuela von Coccejiego budynek w połowie XVIII wieku stał się własnością margrabiego Fryderyka Henryka, zaś od końca tego stulecia należał do królewskiej rodziny Hohenzollernów. Po rozbudowie pałac stał się miejscem zamieszkania trzech córek króla: Charlotty, Aleksandry i Ludwiki do czasu zawarcia przez nie małżeństw. Wtedy też zyskał nazwę Prinzessinnenpalais (pol. „Pałac Księżniczek”). Obecnie budynek jest siedzibą prowadzonego przez Deutsche Bank centrum kulturalnego PalaisPopulaire. |         | [ 7 ] [ 8 ] [ 9 ]           |
| Pałac Charlottenburg        | Charlottenburg  | W 1695 na terenach położonych w zakolu Sprewy, rozpoczęto budowę letniej rezydencji Hohenzollernów. Barokowa budowla, wznoszona według projektu niderlandzkiego architekta Johanna A. Neringa, była prezentem elektora Brandenburgii, margrabiego Fryderyka III Hohenzollerna dla jego żony, Zofii Charlotty. Pałac zyskał swoją nazwę w 1705 roku, pierwotną nazwą był Lietzenburg (od wsi Lietzow, znajdującej się w miejscu obecnej dzielnicy). |         | [ 10 ]                      |
| Pałac na Pawiej Wyspie      | Wannsee         | Fryderyk Wilhelm II pozostający w długoletnim intymnym związku z Wilhelminą Encke pragnął odosobnionego miejsca, gdzie mógłby bez przeszkód spędzać czas ze swoją faworytą. Pałac wzniesiono w latach 1794–1797 pod kierunkiem Johanna Gottlieba Brendela z Poczdamu sprawującego funkcję nadwornego mistrza ciesielskiego. Obecnie pałac na Pawiej Wyspie należy do grupy pałaców i zespołów parkowych w Poczdamie i Berlinie wpisanych w 1990 na listę światowego dziedzictwa UNESCO. |         | [ 11 ]                      |
| Zamek w Berlinie            | Mitte           | Zamek powstał jako siedziba władców Brandenburgii, następnie od roku 1701 (tj. utworzenia Królestwa Prus) był rezydencją królów Prus. W 1945 roku został uszkodzony przez alianckie bombardowania. W roku 1950 zniszczone budynki zamku zostały całkowicie zburzone na polecenie władz NRD, które uznały go za symbol „pruskiego imperializmu”. Po zjednoczeniu Niemiec rozpoczęła się dyskusja nt. odbudowy zamku. W 2007 roku Bundestag podjął decyzję o jego odbudowie. Kamień węgielny został położony 12 czerwca 2013 roku przez prezydenta Niemiec, Joachima Gaucka. Odbudowa dobiegła końca w 2020 roku, kiedy to pałac został oddany do użytku publicznego jako muzeum sztuki oraz hotel.                                         |         | [ 12 ] [ 13 ]               |
| Pałacyk myśliwski Glienicke | Wannsee         | Wybudowany w latach 1682–1693 najprawdopodobniej przez Charles’a Philippe’a Dieussarta lub Philipa de Chiese na zlecenie elektora brandenburskiego Fryderyka Wilhelma I. W 1939 roku pałacyk przeszedł w posiadanie miasta Berlina. W latach 1941–1945 mieścił się tu magazyn niemieckiej wytwórni filmowej UFA. Pałacyk myśliwski Glienicke należy do grupy pałaców i zespołów parkowych w Poczdamie i Berlinie wpisanych w 1990 r. na listę światowego dziedzictwa UNESCO. |         | [ 14 ]                      |
| Palais am Festungsgraben    | Mitte           | Powstał w latach 1751–1753 według projektu Christiana Friedricha Feldmanna jako dom Johanna Gottfrieda Donnera, kamerdynera pruskiego króla Fryderyka II Wielkiego. W czasie II wojny światowej, w 1945 roku pałac został znacznie zniszczony. W latach 1950–1989 był siedzibą Domu Towarzystwa na rzecz Przyjaźni Niemiecko-Radzieckiej (niem. Haus der Gesellschaft für Deutsch-Sowjetische Freundschaft). Po zjednoczeniu Niemiec pałac został własnością władz Berlina. Obecnie jednym z użytkowników pomieszczeń administracyjnych pałacu jest Uniwersytet Humboldtów. |         | [ 15 ] [ 16 ] [ 17 ]        |
| Pałac Schönhausen           | Pankow          | W latach 1740–1797 pałac był letnią rezydencją królowej Prus, Elżbiety Krystyny z Brunszwiku-Wolfenbüttel-Bevern, żony Fryderyka II Wielkiego. W czasach NRD był natomiast oficjalną rezydencją prezydenta Wilhelma Piecka. Od 2009 roku pałac jest otwarty dla zwiedzających. |         | [ 18 ]                      |
| Pałac Britz                 | Britz           | W 1924 roku cały majątek został sprzedany miastu. Po II wojnie światowej pałac służył jako dom dla uchodźców, a od lat 50. jako dom dziecka. W 1971 roku dwór, a później park i pozostałe zabudowania folwarczne zostały uznane za zabytki, a po remoncie w latach 1985–1988 dwór został po raz pierwszy udostępniony do zwiedzania. |         | [ 19 ] [ 20 ]               |
| Pałacyk myśliwski Grunewald | Grunewald       | Został zbudowany w 1542/1543 roku. Jego właścicielem był elektor brandenburski, Joachim II Hektor. W 1705–1708 miała miejsce przebudowa, której zleceniodawcą był król pruski, Fryderyk I Pruski, a którą nadzorował architekt, Martin Grünberg. Od 1932 roku pałac służy jako muzeum. Dostępne są tam obrazy m.in. Lucasa Cranacha starszego oraz jego syna, Lucasa Cranacha młodszego. |         | [ 21 ] [ 22 ]               |
| Pałac Glienicke             | Wannsee         | Został zaprojektowany ok. 1825 roku przez jednego z najwybitniejszych twórców klasycyzmu w Prusach, Karla Friedricha Schinkla, dla księcia Karola Pruskiego. W 1940 roku Dietrich Müller-Stüler, prawnuk Friedricha Augusta Stülera, dostał zlecenie na stworzenie biura dla burmistrza Berlina, Juliusa Lipperta. |         | [ 23 ]                      |
| Pałac Tegel                 | Tegel           | Pierwotnie został zbudowany jako dwór, następnie – na polecenie Wielkiego Elektora, Fryderyka Wilhelma I – został przebudowany na pałacyk myśliwski. W 1766 roku budowla przeszła w ręce rodziny von Humboldt. Przez wiele lat mieszkali tam bracia, Wilhelm i Alexander von Humboldt. W latach 1820–1824 dokonała się przebudowa pałacu według projektu Karla Friedricha Schinkla. Następnie właścicielką budynku została córka Wilhelma, Gabriele, której mężem był polityk, Heinrich von Bülow. |         | [ 24 ] [ 25 ]               |
| Pałac Köpenick              | Köpenick        | Pałac powstał w 1558 roku na polecenie elektora brandenburskiego, Joachima II Hektora. Władca zmarł w pobliżu posiadłości w czasie polowania w 1571 roku. Następnie budynek został rozbudowany dla późniejszego króla Fryderyka I Pruskiego. Architektem był Rutger von Langerfeld. W 1963 roku pałac stał się siedzibą Muzeum Rzemiosła Artystycznego (Kunstgewerbemuseum) i został udostępniony zwiedzającym. |         |                             |
| Pałac Friedrichsfelde       | Friedrichsfelde | Został zbudowany w 1685 roku przez Benjamina Raule, prawdopodobnie według planów Johanna Arnolda Nering. Następnie pałac przypadł Fryderykowi I Pruskiemu, od którego wziął swoją obecną nazwę – Friedrichsfelde. Po śmierci króla właścicielem pałacu został Albrecht Fryderyk Hohenzollern, który niedługo później zlecił jego przebudowę dla architekta, Martina Heinricha Böhme. W 1762 roku pałac przeszedł w ręce Augusta Ferdynanda Hohenzollerna, młodszego brata Fryderyka II Wielkiego. |         | [ 26 ] [ 27 ]               |
| Pałac Monbijou              | Mitte           | Od 1712 roku służył jako pałacyk letni żony następcy tronu Zofii Doroty Hanowerskiej i być może od tego czasu nazywany był z francuska Mon Bijou, czyli Mój klejnot. W 1717 roku przebywał w nim przez dwa dni car Piotr I wraz z dworem, który go zdemolował. Od 1786 roku do śmierci w 1805 roku mieszkała w nim Fryderyka Luiza Hessen-Darmstadt zesłana do niego przez swojego męża króla Prus. Pałac został mocno uszkodzony podczas nalotu w listopadzie 1943 roku w czasie II wojny światowej i ostatecznie wyburzony w 1959 roku. |         |                             |
| Pałac Biesdorf              | Biesdorf        | Został wybudowany w 1868 roku. Dziewiętnaście lat później, w 1887, kupił go Werner von Siemens, niemiecki wynalazca i konstruktor w dziedzinie elektrotechniki, który przekazał go następnie swojemu synowi, Georgowi Wilhelmowi. W czasie II wojny światowej powstał tam schron przeciwlotniczy, a w kwietniu 1945 roku pałac został całkowicie zniszczony – prawdopodobnie w wyniku podpalenia przez nazistów. W 1946/1947 roku Armia Czerwona przeprowadziła remont pałacu, w tym czasie w części parku urządzono miejsce na groby dla radzieckich żołnierzy. Budynek jest najstarszym dziełem niemieckiego architekta, Heino Schmiedena, które przetrwało w Berlinie. Obecnie odbywają się tam różnego rodzaju wydarzenia kulturalne. |         | [ 28 ] [ 29 ] [ 30 ] [ 31 ] |
| Ephraim-Palais              | Mitte           | Historia pałacu związana jest z Veitelem Ephraimem, jubilerem i dzierżawcą mennic, przewodniczącym wspólnoty żydowskiej w Berlinie, który wskutek swoich działań dotyczących emisji fałszywych monet, zyskał sobie przychylność króla Fryderyka II Wielkiego. Ephraim zlecił architektowi, Friedrichowi Wilhelmowi Dieterichsowi, budowę pałacu miejskiego. Prace zakończono w 1766 roku. |         | [ 32 ]                      |
| Prinz-Albrecht-Palais       | Mitte           | Pałac został zbudowany w latach 1737–1739 za panowania króla pruskiego, Fryderyka Wilhelma I. W 1830 roku książę Albrecht Hohenzollern, najmłodszy syn króla Fryderyka Wilhelma III, nabył pałac i zlecił Karlowi Friedrichowi Schinkelowi przeprowadzenie renowacji. Po Machtergreifung, które miało miejsce w 1933 roku, do budynku sąsiadującego z pałacem znajdowała się siedziba nowej tajnej policji Gestapo. Prinz-Albrecht-Palais oraz przylegające do niego budynki zostały zniszczone 23 listopada 1944 roku. Obecnie miejsce, w którym znajdował się kiedyś Prinz-Albrecht-Palais jest wykorzystywane do Topografii Terroru.                                                                                                   |         | [ 33 ] [ 34 ]               |

## Brandenburgia

### Brandenburg an der Havel
| Nazwa       | Miejsce | Opis | Zdjęcie | Odnośnik |
| ----------- | ------- | --- | ------- | -------- |
| Zamek Plaue | Plaue   | Zamek został zniszczony w czasie wojny trzydziestoletniej. Na początku XVIII wieku pruski minister, Friedrich von Görne, zlecił budowę zamku w obecnej formie. Budowa trwała w latach 1711–1715. Syn ministra, Leopold, sprzedał zamek, który w przeciągu następnych lat był własnością Heinricha Wilhelma von Anhalt. |         |          |

### Chociebuż
| Nazwa         | Miejsce   | Opis | Zdjęcie | Odnośnik |
| ------------- | --------- | --- | ------- | -------- |
| Pałac Branitz | Chociebuż | Ten barokowy pałac został zbudowany w latach 70. XVIII wieku dla Augusta Heinricha Grafa von Pücklera (1720–1810). W 1785 roku rodzina przeniosła swoją siedzibę do Zamku w Mużakowie i Branitz został wydzierżawiony. Hermann von Pückler-Muskau musiał ostatecznie z powodów finansowych sprzedać Zamek Mużakowski wraz z towarzyszącym mu parkiem i w 1845 roku z powrotem przeniósł się do Branitz. Pałac jest częścią parku Branitz. |         |          |

### Poczdam
| Nazwa                           | Miejsce | Opis | Zdjęcie | Odnośnik      |
| ------------------------------- | ------- | --- | ------- | ------------- |
| Sanssouci                       | Poczdam | Wzniesiony w latach 1745–1747 jako rezydencja letnia na zlecenie króla Prus Fryderyka II Wielkiego przez Georga Wenzeslausa von Knobelsdorffa według szkiców fundatora. Przebudowany i rozbudowany w latach 1840–1842 przez Ludwiga Persiusa (projekty) i Ferdinanda von Arnima (kierownictwo budowy) na życzenie Fryderyka Wilhelma IV. |         |               |
| Pałac Charlottenhof             | Poczdam | Początki posiadłości Charlottenhof sięgają XVIII w., kiedy wzniesiono tu pierwsze zabudowania gospodarcze. Teren zakupił następnie król pruski Fryderyk Wilhelm III (1770–1840) i podarował w prezencie bożonarodzeniowym swojemu synowi, następcy tronu Fryderykowi Wilhelmowi oraz jego małżonce Elżbiecie Ludwice Wittelsbach. Oficjalna nazwa pałacu – Charlottenhof – pochodzi od imienia właścicielki tych terenów w latach 1790–1794, Marii Charlotty von Gentzkow, żony szambelana dworu.  |         |               |
| Neue Kammern                    | Poczdam | Wybudowany w 1745 r. na zlecenie króla pruskiego Fryderyka Wielkiego według projektu Georga Wenzeslausa von Knobelsdorffa. Zlokalizowany po zachodniej stronie pałacu Sanssouci, tworzy przeciwwagę dla wzniesionej po stronie wschodniej Galerii Malarstwa (niem. Bildergalerie). Początkowo służył jako oranżeria. Przebudowany na pawilon gościnny w latach 1771–1775 przez Georga Christiana Ungera, otrzymał bogate rokokowe wnętrza.                                                         |         |               |
| Nowy Pałac                      | Poczdam | Zbudowany w latach 1763–1769 na zlecenie króla Prus Fryderyka II Wielkiego. Pierwotnie służył jako dom gościnny, w latach 1871–1918 pełnił funkcję rezydencji cesarskiej. Obecnie (2008) w pałacu mieści się muzeum, a dawne budynki gospodarcze zajmuje Uniwersytet Poczdamski. |         |               |
| Nowa Oranżeria                  | Poczdam | To neorenesansowy budynek łączący funkcję oranżerii i mieszkalnego pałacu, znajdujący się w Poczdamie, w północnej części parku Sanssouci. Jest ostatnim i zarazem największym budynkiem pałacowym wybudowanym w parku Sanssouci. Powstał na zlecenie i w oparciu o szkice Fryderyka Wilhelma IV w latach 1851–1864 według projektu architektów Ludwiga Persiusa, Friedricha Augusta Stülera oraz Ludwiga Ferdinanda Hessego.                                                                      |         | [ 35 ] [ 36 ] |
| Pałac Babelsberg                | Poczdam | Zaprojektowany przez Karla Friedricha Schinkla (1834) dla księcia pruskiego Wilhelma Friedricha Ludwiga, późniejszego cesarza Wilhelma I. Wybudowany w latach 1835–1849, po śmierci Schinkla w 1841, prace kontynuowali Ludwig Persius oraz Johann Heinrich Strack. Przez ponad 50 lat pałac pozostawał letnią rezydencją cesarza i jego żony Augusty. |         | [ 37 ]        |
| Pałac Cecilienhof               | Poczdam | Ostatni pałac wzniesiony przez Hohenzollernów. Zbudowany przez Paula Schultze-Naumburga dla następcy tronu Wilhelma Hohenzollerna i jego małżonki Cecylii, księżniczki Meklemburgii i Schwerina. Wzorowany na angielskich dworach gotyckich z czasów Tudorów. W dniach od 17 lipca do 2 sierpnia 1945 w Cecilienhof obradowali uczestnicy konferencji poczdamskiej. |         |               |
| Pałac Marmurowy                 | Poczdam | Wybudowany w latach 1787–1792 na zlecenie Fryderyka Wilhelma II przez Karla von Gontarda oraz Carla Gottharda Langhansa. Pałac znacznie ucierpiał pod koniec II wojny światowej – bomba zniszczyła skrzydło północne, a wybuch granatu znacznie uszkodził korpus właściwy. Kolejne szkody powstały po 1946, kiedy w pałacu urządzono kasyno oficerskie Armii Czerwonej. |         |               |
| Belweder na wzgórzu Pfingstberg | Poczdam | Budowla powstała na bazie szkiców Fryderyka Wilhelma IV, pod kierownictwem Ludwiga Persiusa, Friedricha Augusta Stülera i Ludwiga Ferdinanda Hessego. Z pierwotnego planu pałacu letniego zrealizowano jedynie fragment – fasadę z dwiema wieżami. Park wokół budowli zaprojektował Peter Joseph Lenné. |         | [ 38 ]        |
| Pałac Lichtenau                 | Poczdam | Został zbudowany w latach 1796–1797 za panowania króla Fryderyka Wilhelma II. Autorstwo budynku jest przedmiotem sporu między Michaela Philippa Boumanna oraz Carla Gottharda Langhansa. Pałac zyskał swoją nazwę po kochance króla Fryderyka Wilhelma II, Wilhelminie von Lichtenau, chociaż obecnie podważa się fakt, że kobieta kiedykolwiek mieszkała w pałacu Lichtenau. |         |               |
| Pałac miejski w Poczdamie       | Poczdam | Pierwotnie na terenie pałacu mieściły się średniowieczne budowle, takie jak drewniano-ziemny fort oraz, w późniejszych czasach, kamienny zamek. W XVI wieku zamek ten został zastąpiony przez renesansową rezydencję pierwszej żony elektora Joachima Fryderyka. Kilkadziesiąt lat po śmierci drugiej żony władcy, która przejęła zamek po swej poprzedniczce, został on nabyty przez Fryderyka Wilhelma I. Wielki Elektor na miejscu rezydencji elektorowej wybudował barokowy kompleks pałacowy. |         | [ 39 ]        |
| Pałac Sacrow                    | Poczdam | Jest to barokowy pałac z końca XVIII w. w poczdamskiej dzielnicy Sacrow. Pałac Sacrow należy do grupy pałaców i zespołów parkowych w Poczdamie i Berlinie wpisanych w 1990 na listę światowego dziedzictwa UNESCO. Obecnie o pielęgnację i restaurację pałacu troszczy się Fundacja Pruskie Pałace i Ogrody Berlin-Brandenburg (niem. Stiftung Preußische Schlösser und Gärten Berlin-Brandenburg).                                                                                                |         |               |
| Zamek Marquardt                 | Poczdam | Dobra wspomniano po raz pierwszy w 1313 roku. W 1704 zamek odziedziczył pruski minister Marquard Ludwig von Printzen. W latach 1795–1803 posiadał go ulubieniec Fryderyka Wilhelma II Johann Rudolf von Bischoffwerder. Po 1945 używany jako szkoła, później własność Uniwersytetu Humboldta w Berlinie. Od 1993 znów w rękach prywatnych. |         |               |
| Pałac Lindstedt                 | Poczdam | Został wybudowany na zlecenie króla Prus Fryderyka Wilhelma IV, który planował przeprowadzić się tu na starość. Pałac wzniesiono w latach 1858–1860 na terenie posiadłości Lindstedt położonej na północny zachód od parku Sanssouci. Przy projekcie pracowali znani berlińscy architekci: Ludwig Persius, Ludwig Ferdinand Hesse, August Stüler oraz Ferdinand von Arnim. |         |               |

### Barnim
| Nazwa                             | Miejsce           | Opis | Zdjęcie | Odnośnik      |
| --------------------------------- | ----------------- | --- | ------- | ------------- |
| Zamek Börnicke                    | Bernau bei Berlin | Został zbudowany ok. 1751 roku, a po raz pierwszy przebudowany wiek później, ok. 1850 roku. W 1945 roku do zamku przenieśli się członkowie ambasady Szwajcarii z Berlina, aby uchronić się przed bombardowaniem Berlina. W kwietniu tego samego roku Armia Czerwona urządziła w zamku szpital wojskowy.                                                                                |         | [ 40 ]        |
| Pałacyk myśliwski Hubertusstock   | Biesenthal        | Został zbudowany w latach 1847–1849 na zlecenie króla Fryderyka Wilhelma IV. W 1926 roku Hubertusstock stał się własnością państwa. W okresie Republiki Weimarskiej pałacyk był wykorzystywany przez prezydentów, Friedricha Eberta oraz Paula von Hindenburga, jako kwaterę podczas polowań do Schorfheide. Po śmierci Hindenburga Adolf Hitler przekazał budynek Hansowi Lammersowi. |         | [ 41 ]        |
| Pałacyk myśliwski Groß Schönebeck | Groß Schönebeck   | Budowę pałacyku zlecił w 1660 roku Fryderyk Wilhelm I (Wielki Elektor). W 1833 roku Fryderyk Wilhelm III podjął decyzję, aby budynek przeszedł konserwację. Prace rozpoczęto w 1834 roku, a zakończono je po dwóch latach, w 1836 roku. |         |               |
| Zamek Lanke                       | Lanke             | Był własnością hrabiów von Redern. W 1914 roku przeszedł na własność Berlina, a w 2006 roku stał się własnością prywatną. Nowy właściciel wyremontował budynek z przeznaczeniem na prywatne cele mieszkalne i cele kulturalne. |         | [ 42 ] [ 43 ] |
| Pałac Dammsmühle                  | Wandlitz          | W 1929 roku zamek nabył Brytyjczyk, Harry Goodwin Hart. Dziesięć lat później mężczyzna wraz ze swoją żoną, która była Żydówką, musiał opuścić Niemcy. Zamek przeszedł wówczas w ręce Heinricha Himmlera. W 1997 roku posiadłość została zwrócona spadkobiercom Harta. |         |               |

### Dahme-Spreewald
| Nazwa                     | Miejsce             | Opis | Zdjęcie | Odnośnik |
| ------------------------- | ------------------- | --- | ------- | -------- |
| Pałac Golßen              | Golßen              | Został zbudowany ok. 1720 roku dla Johanna Justusa Vietha. Ostatnim właścicielem budynku był Friedrich zu Solms-Baruth. Całym majątkiem zarządzał jego młodszy brat, Hans. Rodzina została wypędzona z posiadłości w latach 40. XX wieku. |         |          |
| Zamek Groß Leuthen        | Golßen              | W 1517 roku właścicielem budynku został Wilhelm Schenk von Landsberg. Jego potomkowie zmarli bezdzietnie. W 1779 roku pałac przeszedł w ręce hrabianki Podewils, córki Heinricha von Podewilsa. Kobieta często przebywała w zamku, a po jej śmierci zamek przeszedł w posiadanie jej syna z drugiego małżeństwa, Augusta von Haeselera. Następnie właścicielem pałacu został Emil von Gutzmerow, a w 1906 roku – Johann Abraham von Wülfing. Wtedy też nastąpiła przebudowa budynku, dokonana przez Bodo Ebhardta. Po śmierci Johanna Abrahama posiadłość odziedziczył jego syn, Rudolf, który w 1945 roku został wywłaszczony. |         | [ 44 ]   |
| Zamek Königs Wusterhausen | Königs Wusterhausen | Zamek był jedną z ulubionych rezydencji Fryderyk Wilhelm I Pruski, wykorzystywał go jako domek myśliwski oraz letnią rezydencję. Na cześć władcy w 1717 roku zmieniono nazwę miasta z Wusterhausen na Königs Wusterhausen. To właśnie w tym zamku król podpisał dekret o egzekucji Hansa Hermanna von Katte, przyjaciela ówczesnego następcy tronu, przyszłego króla Fryderyka II Wielkiego. Po śmierci władcy zamek stał się własnością jego synów, Augusta Wilhelma, a następnie – Henryka Hohenzollerna. |         |          |
| Zamek Lieberose           | Lieberose           | Od XV wieku zamek był siedzibą rodu Lieberose. Budynek został wzniesiony w okresie renesansu, a następnie – w XVIII wieku – został przebudowany w stylu barokowym. W 1945 roku zamek został poważnie uszkodzony przez bomby podczas II wojny światowej. W wyniku zniszczeń wieża zegarowa zawaliła się w 1975 roku. W 1993 roku zaczęto odbudowywać zamek. |         |          |
| Zamek Lübben              | Lubin               | Zamek został zbudowany w XII wieku. Następnie został poważnie uszkodzony w czasie wojny trzydziestoletniej. Zasadniczy remont zamku rozpoczęto za panowania na tych terenach Chrystiana I, księcia Saksonii-Merseburga. Budynek uległ poważnemu zniszczeniu pod koniec II wojny światowej. Od 2001 roku w zamku mieści się muzeum regionalne, w którym można zobaczyć wystawy związane z historią kultury regionu. |         |          |
| Zamek Neuhaus             | Lubin               | Budynek został wzniesiony w 1801 roku. Architekt jest nieznany, prawdopodobnie był to jeden z uczniów niemieckiego architekta epoki klasycyzmu, Friedricha Gilly’ego. W latach 1822–1845 w zamku mieszkał poeta, Christoph Ernst von Houwald. Wdowa po mężczyźnie przekazała posiadłość Karlowi von Houwaldowi, którego żona mieszkała w zamku aż do swojej śmierci w 1913 roku. |         | [ 45 ]   |
| Pałac w Fürstlich Drehna  | Luckau              | W kwietniu 1945 roku pałac został zaatakowany i splądrowany przez żołnierzy Armii Czerwonej. Po II wojnie światowej został wywłaszczony. Początkowo miał być rozebrany, ale ostatecznie został przeznaczony dla Wolnych Niemieckich Związków Zawodowych. W latach 1994–2007 przeprowadzono gruntowną renowację budynku. W październiku 2007 roku pałac został przekazany w prywatne ręce i przekształcono go w hotel. |         | [ 46 ]   |

### Elbe-Elster
| Nazwa                | Miejsce             | Opis | Zdjęcie | Odnośnik      |
| -------------------- | ------------------- | --- | ------- | ------------- |
| Zamek Ahlsdorf       | Schönewalde         | Został zbudowany w 1709 roku i rozbudowany około 1720 roku. W 1857 roku zamek został kupiony przez Georga Siemensa (w latach 1847–1854 był on współwłaścicielem Siemens & Halske). Następnie właścicielem zamku został jego syn, Johann Georg Siemens. Wdowa po mężczyźnie, Elise, córka polityka, Josepha Görza, nakazała w 1910 roku dobudowanie do zamku oranżerii. |         |               |
| Zamek Liebenwerda    | Bad Liebenwerda     | W 1420 roku do zamku wprowadziła się wdowa po Albrechcie III Askańczyku, Eufemia, córka księcia oleśnickiego Konrada III. To ona zainicjowała dużą rozbudowę zamku. Kilkadziesiąt lat później Małgorzata Habsburg, wdowa po Fryderyku II Łagodnym, po śmierci męża przeniosła się do zamku Liebenwerda. W latach 1568–1579 elektor August Wettyn wraz z żoną, Anną Oldenburg, zainicjowali przebudowę zamku w stylu renesansowym. |         | [ 47 ]        |
| Zamek Doberlug       | Doberlug-Kirchhain  | Zamek powstał na miejscu rozwiązanego w 1541 klasztoru cystersów (istniejącego od XII w.). W 1547 dawny klasztor zastawiono. Budowa zamku została rozpoczęta w 1551 roku. W 1602 zastaw wykupił cesarz Rudolf II Habsburg, a rok później sprzedał go landwójtowi Dolnych Łużyc, Anselmowi von Promnitz. W 1623 zamek kupił za 300 tysięcy miśnieńskich guldenów książę Saksonii Jan Jerzy I, który po 1624 rozpoczął jego rozbudowę. Książę uczynił z obiektu zamek myśliwski (niedaleko znajdowały się tradycyjne tereny myśliwskie margrabiów Miśni) oraz siedzibę administracji. |         | [ 48 ] [ 49 ] |
| Pałac Elsterwerda    | Elsterwerda         | Pierwsza wzmianka o pałacu Elsterwerda pochodzi z dokumentu z 1288 roku. W 1509 roku książę saski, Jerzy Brodaty, przybył do Elsterwerda, aby położyć kres wpływom rodu Köckritz na tych terenach. W 1512 roku pałac ostatecznie trafił w ręce księcia saskiego. W 1707 roku właścicielem posiadłości został Woldemar August von Löwendahl, który rozpoczął przebudowę pałacu. W wyniku tego niemal doprowadził stan swojego majątku do bankructwa – dlatego też ostatecznie w 1727 roku sprzedał pałac dla króla Augusta II Mocnego. Władca od razu przystąpił do przebudowy budowli – zgodnie z planami cenionego architekta, Matthäusa Daniela Pöppelmanna, który był odpowiedzialny również za projekt Pałacu Saskiego w Warszawie. |         |               |
| Pałac Stechau        | Fichtwald           | Pałac został zbudowany w 1752 roku przez Gottloba Heinricha von Birckholtza. Następnie odbudowano go w 1914 roku, a kolejna przebudowa miała miejsce w 1994 roku. |         |               |
| Pałac Finsterwalde   | Finsterwalde        | Od pierwszej połowy XV wieku do 1625 roku majątek był kolejno w posiadaniu rodów: von Maltitz, von Minckwitz i von Dieskau. W tym czasie miały miejsce liczne rozbudowy i przebudowy pałacu. Ukończenie budowy przypisuje się rodowi von Dieskau. W XIX wieku pałac był siedzibą dwóch fabryk, służył również jako budynek mieszkalny dla ludzi pracujących w tychże fabrykach. W 1919 roku pałac stał się własnością miasta. W 1925 roku w miejscu jednej z fabryk zbudowano remizę strażacką. |         | [ 50 ]        |
| Pałac Grochwitz      | Herzberg            | W 1625 roku pałac nabył Benno Friedrich Brand von Lindau. W 1730 roku właścicielem pałacu został Henryk Brühl, który zlecił rozpoczęcie przebudowy według projektu Samuela Locke. W czasie wojny siedmioletniej Fryderyk II Wielki okupował majątek, który został splądrowany przez jego żołnierzy. W 1758 roku pałac został podpalony, w 1783 roku wybuchł kolejny pożar. Po 1945 roku posiadłość była użytkowana przez Armię Czerwoną, a następnie służył jako schronisko dla uchodźców. |         |               |
| Pałac Lebusa         | Lebusa              | Pałac spłonął w 1908 roku. Odbudowano go w zmienionej formie dwa lata później. |         |               |
| Pałac Martinskirchen | Mühlberg/Elbe       | Został zbudowany w latach 1751–1756 na zlecenie Fryderyka Brühla, starszego brata Henryka Brühla. Pałac uznawany jest za dzieło Friedricha Augusta Krubsaciusa, ucznia niemieckiego architekta, Johanna Christopha Knöffla. Po śmierci Fryderyka Brühla pałac przeszedł w ręce jego syna, Jana Maurycego, który był astronomem. Pod koniec kwietnia 1945 roku posiadłość została zajęta przez 1 Front Ukraiński Armii Czerwonej. |         |               |
| Zamek Mühlberg       | Mühlberg/Elbe       | Został zbudowany w drugiej połowie XII wieku, w 1535 roku został zniszczony przez pożar. Odbudowę rozpoczęto około 1545 roku za panowania na tych terenach Maurycego Wettyna, a została ukończona za panowania elektora Augusta Wettyna. |         |               |
| Zamek Sallgast       | Sallgast            | W czasie wojny trzydziestoletniej zamek był oblegany przez wojska szwedzkie, ale nie został zdobyty. W latach 1911–1912 budynek został odrestaurowany według projektu Bodo Ebhardta. W 1989 roku rozważano wyburzenie zamku na rzecz stworzenia miejsca dla rozbudowy sąsiedniej kopalni węgla brunatnego. Ostatecznie, po zjednoczeniu Niemiec w 1990 roku, zaniechano realizacji tego planu. |         |               |
| Zamek Sonnewalde     | Sonnewalde          | Zniszczony w pożarze, następnie odbudowany w XVI wieku przez Botho von Ileburga według projetku Christopha Tendlera, za panowania hrabiów Solms. |         | [ 51 ]        |
| Zamek Neudeck        | Uebigau-Wahrenbrück | Pierwsza wzmianka o zamku pochodzi z 1474 roku. W 1763 roku posiadłość przeszła w posiadanie Hartmanna von Landwuesta, w 1771 roku –Gottloba Augusta von Trebra, a następnie, w 1819 roku – Heinricha von Blumenthala. Po tym, gdy właścicielem zamku stał się Viktor Lettre, zamek został gruntownie odnowiony w latach 1904–1905. |         | [ 52 ]        |
| Pałac Uebigau        | Uebigau-Wahrenbrück | Na przełomie XIX i XX wieku pałac został sprzedany dla Ernsta von Wülfingena. Kazał on rozbudować środkowe skrzydło według planów architekta, Gustava Pflaume. Wnętrze pałacu zostało odnowione pod koniec XX wieku. |         |               |

### Havelland
| Nazwa            | Miejsce      | Opis | Zdjęcie | Odnośnik |
| ---------------- | ------------ | --- | ------- | -------- |
| Zamek Friesack   | Friesack     | Zamek na przestrzeni lar był wielokrotnie niszczony i odbudowywany. Pierwszy wariant nazwy posiadłości pochodzi z 1216 roku i brzmiał „Vrisac”. Istnieje również teoria, wedle której słowo „ack” (woda) połączyło się z „Friesen” (Fryzowie). |         | [ 53 ]   |
| Pałac Paretz     | Ketzin/Havel | W 1797 roku posiadłość nabył przyszły król pruski, Fryderyk Wilhelm III. Niemieckiemu architektowi epoki klasycyzmu, David Gilly, zlecono zaprojektowanie i wybudowanie pałacu w miejscu starego dworu. Po śmierci Fryderyka Wilhelma III jego potomkowie podjęli decyzję, że pałac będzie przez nich nieużywany, aby służyć jako pamiątka. Dzięki temu pierwotny stan pozostał niemal nienaruszony do końca II wojny światowej.                    |         | [ 54 ]   |
| Pałac Nennhausen | Nennhausen   | Pałac został zbudowany przez Georga Christopha von Briesta na istniejących już fundamentach. W latach 1803–1831 w posiadłości mieszkał niemiecki pisarz romantyczny, Friedrich de la Motte Fouqué, wraz z żoną. W tym okresie gośćmi pałacu byli: Adelbert von Chamisso, August Wilhelm Schlegel oraz E.T.A. Hoffmann. W połowie XIX wieku pałac przeszedł przebudowę, której autorem był niemiecki architekt doby klasycyzmu, Ferdinand von Arnim. |         | [ 55 ]   |
| Pałac Ribbeck    | Nauen        | Pałac powstał na zlecenie Hansa Henninga von Ribbecka w latach 18931895. W czasie II wojny światowej posiadłość od końca 1943 roku użytkowana była przez Luftwaffe. Jeden z właścicieli pałacu, Hans Georg Karl Anton von Ribbeck, zmarł w 1945 roku w niemieckim nazistowskim obozie koncentracyjnym Sachsenhausen. |         |          |

### Märkisch-Oderland
| Nazwa               | Miejsce          | Opis | Zdjęcie | Odnośnik      |
| ------------------- | ---------------- | --- | ------- | ------------- |
| Pałac Altranft      | Bad Freienwalde  | W 1664 roku Jacob von Pfuel sprzedał majątek Wolfowi Friedrichowi von Bomsdorfowi. Nowy właściciel zadbał o przebudowę posiadłości, która miała miejsce w latach 1670–1678, a w wyniku której budynek został przekształcony w barokowy pałac. W 1739 roku właścicielem majątku został Samuel von Marschall. W 1820 roku Heinrich August von Marschall sprzedał posiadłość Wilhelmowi Wernerowi Georgowi von Hacke. Posiadłość była w rękach rodu von Hacke aż do 1916 roku, kiedy majątek kupił Heinrich Wertheimer.                                    |         |               |
| Pałac Freienwalde   | Bad Freienwalde  | Po śmierci króla Fryderyka Wilhelma II Pruskiego wdowa po władcy, Fryderyka Luiza z Hesji-Darmstadt, zleciła Antonowi Hilke zaprojektowanie letniej rezydencji na południu miasta. W 1822 roku pruski ogrodnik i architekt krajobrazu doby klasycyzmu, Peter Joseph Lenné, zaprojektował park obok pałacu. Pod koniec lat 20. XIX wieku przez kilka lat Antoni Henryk Radziwiłł spędzał w pałacu. Jego córka, Eliza, która była pierwszą miłością późniejszego cesarza Wilhelma I, zmarła we Freienwalde.                                               |         | [ 56 ] [ 57 ] |
| Pałac Gusow         | Gusow-Platkow    | Pierwsza wzmianka o pałacu pochodzi z 1353 roku. W 1649 roku właścicielem posiadłości został feldmarszałek armii brandenburskiej podczas wojny trzydziestoletniej, Georg von Derfflinger. Po śmierci mężczyzny pałac został zakupiony przez Heinricha Karla von der Marwitza, po którym posiadłość odziedziczył jego zięć, Otto Christoph von Podewils. Budynek został gruntownie przebudowany w latach 1870–1873. Pod koniec II wojny światowej pałac Gusow był wykorzystywany przez Wehrmacht, w czasach NRD służył między innymi jako magazyn zboża. |         | [ 58 ] [ 59 ] |
| Pałac Trebnitz      | Müncheberg       | W czasie wojny trzydziestoletniej Trebnitz było wielokrotnie plądrowane. Po pokoju westfalskim w 1648 roku miejsce było całkowicie wyludnione. Gdy w 1661 roku majątek zakupił Joachim Ernst von Görzke, w Trebnitz zaczęto się osiedlać. W 1682 roku pałac przeszedł w ręce feldmarszałka armii brandenburskiej podczas wojny trzydziestoletniej, Georga von Derfflingera. |         | [ 60 ] [ 61 ] |
| Pałac Neuhardenberg | Neuhardenberg    | Budowę rozpoczęto prawdopodobnie w roku króla Fryderyka II Wielkiego. W projektowanie wnętrz zaangażowany był jeden z najważniejszych przedstawicieli wczesnego klasycyzmu w architekturze Prus, Carl Gotthard Langhans. |         | [ 62 ] [ 63 ] |
| Pałac Prötzel       | Prötzel          | Został zbudowany w stylu barokowym w latach 1712–1717 według projektu Andreasa Schlütera. W latach 1943–1945 posiadłość była rezydencją Cesare Orsenigo, nuncjusza apostolskiego w Niemczech w latach 1930–1945, bezpośredniego łącznika dyplomatycznego między papieżem Piusem XII i reżimem nazistowskim. Od 1990 roku pałac wykorzystywany jest do prezentowania wystaw. |         |               |
| Pałac Reichenow     | Reichenow-Möglin | Powstał w latach 1897–1900 według projektu Gustava Hauera. |         | [ 64 ]        |

### Oberhavel
| Nazwa              | Miejsce           | Opis | Zdjęcie | Odnośnik      |
| ------------------ | ----------------- | --- | ------- | ------------- |
| Pałac Fürstenberg  | Fürstenberg/Havel | Książę Meklemburgii-Strelitz, Adolf Fryderyk III, zlecił dla Juliusa Löwe zaplanowanie projektu pałacu, który miała otrzymać jego żona, Dorota, po jego śmierci. Po śmierci władcy wdowa po nim mieszkała w posiadłości aż do swojej śmierci, która nastąpiła w 1765 roku. Następnie, z racji zniszczenia pobliskiego kościoła, pałac wykorzystywany był do odprawiania nabożeństw przez ponad cztery dekady. W 1910 roku pałac stał się własnością miasta.                                                         |         | [ 65 ]        |
| Pałac Meseberg     | Gransee           | Hermann von Wartensleben zlecił wybudowanie pałacu w 1736 roku. Jego żona, Dorota, odziedziczyła majątek w 1735 roku. Od drugiej połowy XVI wieku posiadłość była własnością rodu von der Groeben. W 1774 roku, dziesięć lat po śmierci Wartenslebena, jego córki sprzedały majątek Henrykowi Pruskiemu, synowi króla Fryderyka Wilhelma I. Po II wojnie światowej, w 1945 roku majątek został wywłaszczony. |         | [ 66 ] [ 67 ] |
| Pałac Hoppenrade   | Löwenberger Land  | Najsłynniejszą mieszkanką pałacu była Luise Charlotte Henriette von Kraut, która została uwieczniona w piątym tomie książki Wanderungen durch die Mark Brandenburg autorstwa niemieckiego pisarza, przedstawiciela poetyckiego realizmu, Theodora Fontane’a. Po II wojnie światowej pałac wykorzystywany był między innymi jako restauracja. |         | [ 68 ]        |
| Pałac Liebenberg   | Löwenberger Land  | Dwór znajdujący się w tym miejscu został przekształcony w pałac w XVI wieku. Wiek później naczelnego myśliwego terenów, Jobsta Gerharda von und zu Hertefelda, uwiecznił Theodor Fontane w piątym tomie Wanderungen durch die Mark Brandenburg. Najbardziej znanym właścicielem pałacu był Filip (książę Eulenburg), polityk i dyplomata Cesarstwa Niemieckiego, faworyt cesarza Wilhelma II. |         | [ 69 ]        |
| Pałac Sommerswalde | Oberkrämer        | Pałac wraz z przyległymi budynkami został zaprojektowany przez niemieckich architektów, Hansa Abessera oraz Jürgena Krögera, dla Friedricha Augusta Richarda Sommera. Budowa trwała w latach 1888–1891. |         | [ 70 ]        |
| Pałac Schwante     | Oberkrämer        | Pałac został zbudowany w latach 1741–1743 dla Erazma Wilhelma von Redern oraz jego żony, Katarzyny. W 1888 roku pałac nabył właściciel sąsiedniego pałacu Sommerswalde, Richard Sommer. W XX wieku pałac był tymczasowo szpitalem dla chorych na tyfus. |         |               |
| Pałac Oranienburg  | Oranienburg       | Ok. 1551 roku elektor Joachim II Hektor stworzył pałacyk myśliwski. Za czasów jego następcy, Jana Jerzego Hohenzollerna, przebudowano wnętrza posiadłości. W 1650 roku Fryderyk Wilhelm I (Wielki Elektor) przekazał swojej żonie, Luizie Henrietcie Orańskiej, te tereny, a ona postanowiła nadać posiadłości styl holenderski. Pałac Oranienburg jest jednym z czterech pałaców w Niemczech, który został nazwany na cześć dynastii orańskiej – obok pałacu Oranienstein, pałacu Oranienbaum i pałacu Oranienhof. |         | [ 71 ] [ 72 ] |

### Oberspreewald-Lausitz
| Nazwa             | Miejsce               | Opis | Zdjęcie | Odnośnik             |
| ----------------- | --------------------- | --- | ------- | -------------------- |
| Pałac Altdöbern   | Altdöbern             | W 1712 roku majątek nabył Alexander Dietrich von Eickstedt, który nakazał zburzyć poprzedni, renesansowy budynek i zbudować w jego miejsce nowy – w stylu barokowym. W 1880 roku właścicielem pałacu został Heinrich von Witzleben-Alt-Doebern, bliski przyjaciel cesarza Wilhelma I Hohenzollerna. |         | [ 73 ]               |
| Zamek Großkmehlen | Großkmehlen           | Jest to renesansowa budowla z połowy XVI wieku, posiadająca od połowy XVII wieku barokowe dekoracje stiukowe. Ostatnim właścicielem zamku był ród Lynar (bądź Linar). W XX wieku rodzina musiała opuścić zamek, który zaczął służyć jako dom opieki i starców. |         | [ 74 ] [ 75 ]        |
| Zamek Guteborn    | Guteborn              | W XVIII wieku zamek był własnością Carla Siegfrieda von Hoyma, królewsko-polskiego i elektorsko-saskiego tajnego radcy, radcy dworu i szambelana. W czasie rewolucji posiadłość była azylem dla ostatniego króla Saksonii, Fryderyka Augusta III Wettyna. 8 sierpnia 1948 roku zamek został zniszczony, zgodnie z poleceniem komunistycznej władzy. |         |                      |
| Pałac Hohenbocka  | Hohenbocka            | Pałac został zbudowany w latach 1897/1898. W 1904 roku dobudowano stajnie, a w 1909 roku – mniejszy pałac, znajdujący się obok głównego budynku. W latach 2009–2013 posiadłość została odrestaurowana. Obecnie znajduje się tam hotel. |         | [ 76 ] [ 77 ]        |
| Pałac Lindeau     | Lindenau              | W 1744 roku posiadłość nabył Henryk Brühl, hrabia cesarstwa (niem. Reichsgraf), pierwszy saski tajny minister gabinetu i konferencji, rzeczywisty tajny radca. W 1945 roku pałac przeszedł na własność gminy. |         | [ 78 ]               |
| Pałac Lipsa       | Oberspreewald-Lausitz | Budowę pałacu, która trwała w latach 1718–1720, zlecił Wolf Heinrich von Baudissin. Po II wojnie światowej pałac służył do różnych celów. W latach 1946–1948 był używany przez Caritas. W 1992 roku pałac nabył Herbert Hillebrand, który przekazał tę posiadłość swojej córce, Annie. |         | [ 79 ]               |
| Pałac Lübbenau    | Lübbenau/Spreewald    | W styczniu 1944 roku wybuchł pożar w prawym skrzydle pałacu. Wtedy też, rok przed zakończeniem II wojny światowej, posiadłość zaczęła być wykorzystywana jako szpital polowy. |         | [ 80 ]               |
| Radusz            | Vetschau/Spreewald    | Gród zbudowali ok. IX–X wieku członkowie słowiańskiego plemienia Łużyczan należących do plemion serbskich z grupy Słowian zachodnich zamieszkujących Dolne Łużyce. Była to jedna z 20 osad grodowych przypisywanych Serbołużyczanom przez tzw. Geografa Bawarskiego. Gród odkryto podczas wykopalisk archeologicznych przeprowadzonych w latach 1984 oraz 1989/1990. Rekonstrukcja została zakończona w roku 1990 i stanowi obecnie jedną z atrakcji regionu. |         | [ 81 ] [ 82 ] [ 83 ] |
| Pałac Vetschau    | Vetschau/Spreewald    | W 1538 roku posiadłość nabył Eustachius von Schlieben. Budynek, który wówczas znajdował się w tym miejscu, został zniszczony do fundamentów, a następnie zbudowano pałac w stylu renesansowym. W latach 1540–1688 posiadłość była w posiadaniu rodu von Schlieben. W 1721 roku właścicielką majątku została Emilie Agnes von Reuß zu Schleiz, matka późniejszego ministra Tajnego Gabinetu Augusta II Mocnego, Erdmanna II Promnitza. Kobieta planowała zburzyć pałac i postawić na jego miejscu nowy. Ostatecznie ten plan nie został zrealizowany, dokonano jedynie przebudowy budynku. Od 1920 roku budynek służy jako własność miasta i służy jako ratusz. |         | [ 84 ]               |

### Oder-Spree
| Nazwa                          | Miejsce             | Opis | Zdjęcie | Odnośnik      |
| ------------------------------ | ------------------- | --- | ------- | ------------- |
| Zamek w Beeskowie              | Beeskow             | Pierwsza wzmianka o rezydencji pochodzi z 1316 roku. Należał on wtedy do rodziny Strehle, właścicieli majątku Beeskow-Storkow i zamków w Lieberose, Friedlandzie i Storkowie. Między 1377 a 1382 rokiem przeszedł w ręce rodziny Biebersteinów. W 1518 został nabyty przez biskupa lubuskiego Dytryka von Bülowa, a w 1555 lub 1556 został przepisany margrabiemu Janowi z Kostrzyna, który przejął go w 1575. Od tego czasu należał do rodu Hohenzollernów, a w 1915 został sprzedany miastu. |         | [ 85 ] [ 86 ] |
| Zamek Friedland                | Friedland           | Pierwsza wzmianka o zamku Friedland pochodzi z 1336 roku. W czasie wojny trzydziestoletniej, w latach 1643–1650, miasto i zamek były okupowane przez wojska szwedzkie. W 1875 roku zamek przeszedł na własność miasta Friedland. W czasie II wojny światowej w posiadłości Ministerstwo Spraw Zagranicznych III Rzeszy przechowywało tam dokumenty. |         | [ 87 ]        |
| Pałac biskupi Fürstenwalde     | Fürstenwalde/Spree  | Jerzy von Blumenthal, biskup w czasie reformacji, był bardzo przeciwny ruchom reformatorskim. W 1528 roku cudem uniknął ataku, jednak zarówno pałac, miasto, jak i pobliska katedra zostały splądrowane. Po I wojnie światowej budynek był początkowo domem towarowym, a w latach 1947–1990 mieściły się w nim magazyny. Po 1995 roku pałacem zaopiekowało się miasto. Ostatecznie jednak, wobec braku innych pomysłów na użytkowanie, posiadłość została sprzedana inwestorowi.               |         | [ 88 ]        |
| Pałacyk myśliwski Fürstenwalde | Fürstenwalde/Spree  | Fryderyk I Pruski zlecił budowę pałacyku myśliwskiego w latach 1699–1700 niemieckiemu architektowi, przedstawiciela baroku holenderskiego, Martinowi Grünbergowi. Po śmierci władcy posiadłość popadła w ruinę. W 1750 roku, na polecenie Fryderyka II, budynek został przeznaczony na spichlerz. |         | [ 89 ]        |
| Pałac Kossenblatt              | Tauche              | Obok zamku Königs Wusterhausen pałac Kossenblatt był ulubioną rezydencją „króla-żołnierza”, Fryderyka Wilhelma I Pruskiego. Po śmierci władcy pałac był niemal w ogóle niewykorzystywany. Jedyną osobą, która na stałe rezydowała w posiadłości, była Eleonore von Dönhoff. Według legendy ukryła w budynku turecki skarb swojego męża i nawiedza to miejsce jako biała dama. |         |               |
| Pałac Lindenberg               | Tauche              | Jednym z bardziej znanych właścicieli pałacu Lindenberg był Otto Leopold von Beeß. Ostatnim właścicielem majątku przed wywłaszczeniem był polityk, Robert Pferdmenges. |         | [ 90 ]        |
| Pałac Alt Madlitz              | Madlitz-Wilmersdorf | Pierwsza wzmianka o majątku pochodzi z 1373 roku – wtedy określany był jako Modelicz. NRD wykorzystywała budynek jako przedszkole. Od zjednoczenia Niemiec pałac jest własnością rodu Finck von Finckenstein. |         |               |
| Pałac Groß Rietz               | Rietz-Neuendorf     | Został zbudowany w latach 1693–1700 według projektu Cornelisa Ryckwaerta. W 1790 roku posiadłość nabył pruski pastor i polityk, Johann Christoph von Wöllner, wywierający wówczas bardzo duży wpływ na pruskiego władcę, Fryderyka Wilhelma II. Po II wojnie światowej dobra zostały wywłaszczone w ramach reformy rolnej. |         | [ 91 ]        |
| Pałac Steinhöfel               | Steinhöfel          | W 1790 roku posiadłość nabył Valentin von Massow, który zlecił przebudowę budynku dla Davida Gilly, niemieckiego architekta epoki klasycyzmu, który zaangażował do pomocy swojego syna, Friedricha. W 1797 roku następca tronu, przyszły król Fryderyk Wilhelm III Pruski, odwiedził posiadłość wraz z żoną, Luizą. Parze tak bardzo spodobała się rezydencja, że poprosili Davida Gilly, aby zbudował im rezydencję – w ten sposób powstał pałac Paretz.                                      |         | [ 92 ]        |
| Zamek Storkow                  | Storkow             | Zamek został zbudowany prawdopodobnie w połowie XII wieku, uważa się, że zleceniodawcą był margrabia Miśni, Konrad Wielki. W 1555 roku w posiadłości zmarł ostatni katolicki biskup diecezji lubuskiej, Jan VII Horneburg. W 1627 roku, w czasie wojny trzydziestoletniej, zamek został splądrowany i zdewastowany. Budynek został odbudowany w stylu renesansowym. |         | [ 93 ] [ 94 ] |

### Ostprignitz-Ruppin
| Nazwa                   | Miejsce         | Opis | Zdjęcie | Odnośnik             |
| ----------------------- | --------------- | --- | ------- | -------------------- |
| Pałac Rheinsberg        | Rheinsberg      | Pałac wzniesiono w 1566 na fundamentach wcześniejszej, średniowiecznej warowni. W 1733 został zakupiony przez pruskiego króla Fryderyka Wilhelma I i został rozbudowany przez architekta Georga Wenzeslausa von Knobelsdorffa w stylu rokokowym. Od 1736 służył jako rezydencja następcy pruskiego tronu, Fryderyka. W 1744 podarował on pałac swojemu bratu, Henrykowi, który rozpoczął przebudowę pałacu, zakładając teatr i przekształcając stajnie w publiczną bibliotekę. |         | [ 95 ] [ 96 ] [ 97 ] |
| Pałac biskupi Wittstock | Wittstock/Dosse | Zarówno pałac biskupi, jak i całe miasto, zostały zniszczone w bitwie pod Wittstock. Po wojnie trzydziestoletniej tereny te nawiedziła dżuma, w wyniku której zmarła aż ponad połowa ludności miasta. W latach 1995–1998 pałac został odbudowany w ramach projektu sfinansowanego ze środków Unii Europejskiej. Obecnie budynek jest siedzibą Muzeum Wojny Trzydziestoletniej.                                                                                                 |         | [ 98 ]               |
| Zamek Goldbeck          | Wittstock/Dosse | Pierwsza wzmianka o zamku pochodzi z 1247 roku. |         |                      |
| Daberburg               | Alt Daber       | Obecnie Daberburg jest własnością prywatną. |         | [ 99 ]               |
| Stary Zamek             | Freyenstein     | Został zbudowany w latach 1551–1572. W czasie wojny trzydziestoletniej został zniszczony i od tego czasu był ruiną. W latach 1969–1973 przeprowadzono częściową odbudowę budynku. |         | [ 100 ]              |
| Nowy Zamek              | Freyenstein     | Pod koniec XX wieku Nowy Zamek był wielokrotnie restaurowany. Obecnie posiadłość jest własnością miasta. |         | [ 101 ]              |

### Landkreis Potsdam-Mittelmark
| Nazwa            | Miejsce            | Opis | Zdjęcie | Odnośnik        |
| ---------------- | ------------------ | --- | ------- | --------------- |
| Zamek Eisenhardt | Bad Belzig         | Na początku XIV wieku Rudolf I Askańczyk zaczął rozbudowywać zamek i fortyfikacje. W następnym wieku posiadłość stała się własnością dynastii Wettynów. Podczas wojny trzydziestoletniej budynek został zniszczony przez wojska szwedzkie. Odbudowa zamku miała miejsce za panowania Jana Jerzego III Wettyna. Obecnie na zamku znajduje się muzeum oraz urząd stanu cywilnego miasta. |         | [ 102 ] [ 103 ] |
| Pałac Güterfelde | Stahnsdorf         | Został zbudowany w latach 1803–1804 według projektu Davida Gilly. W 1868 roku właścicielem pałacu został pruski minister wojny, Albrecht von Roon, który nazwał posiadłość „Brandenburskim Tusculum”. W 1873 roku, w którym polityk został premierem Prus, sprzedał pałac dla Gersona von Bleichrödera.                                                                                |         | [ 104 ] [ 105 ] |
| Neue Hakeburg    | Kleinmachnow       | Budynek powstał w latach 1906–1908 dla Dietloffa von Hake. Projekt posiadłości zaprojektował Bodo Ebhardt. W 2020 roku Neue Hakeburg stał się własnością inwestorów, którzy sukcesywnie zaczęli odnawiać rezydencję. Planowane jest przekształcenie wnętrza budynku na mieszkania. |         | [ 106 ]         |
| Pałac Reckahn    | Kloster Lehnin     | W 1713 roku właścicielem posiadłości został Friedrich Wilhelm von Rochow. Syn mężczyzny, niemiecki magnat, pedagog i filantrop, Friedrich Eberhard von Rochow, przejął majątek w 1760 roku. W 1945 roku był wykorzystywany przez Armię Czerwoną. |         | [ 107 ]         |
| Zamek Rabenstein | Rabenstein/Fläming | Zamek został zbudowany w latach 1209–1212. Obecnie często jest wykorzystywany do produkcji filmowych. |         | [ 108 ]         |
| Pałac Caputh     | Schwielowsee       | W 1671 roku Fryderyk Wilhelm I (Wielki Elektor) nabył majątek i podarował posiadłość swojej żonie, Zofii Dorocie. Gdy kobieta została wdową, majątek przeszedł na własność jej pasierba, Fryderyka I Pruskiego, który to podarował pałac swojej żonie, Zofii Charlotcie Hanowerskiej. Syn władcy, Fryderyk Wilhelm I, wykorzystywał pałac do polowań.                                  |         |                 |
| Pałac Wiesenburg | Wiesenburg/Mark    | Został zbudowany za panowania Albrechta Niedźwiedzia. W 1547 roku, w czasie I wojny szmalkaldzkiej, hiszpańscy najemnicy w służbie Karola V Habsburga podpalili pałac i zniszczyli go. Pod koniec XVI wieku ukończono odbudowę pałacu. |         | [ 109 ]         |
| Zamek Ziesar     | Ziesar             | W 1917 roku zamek Ziesar został kupiony przez Paula Schneidera i zaczął funkcjonować jako gospodarstwo rolne. Po II wojnie światowej, w 1952 roku, zamek zaczął być wykorzystywany przez katolicką parafię Ziesar. W latach 1955–1993 zamek służył jako internat dla pobliskiego liceum. W 2005 roku na zamku otwarto muzeum.                                                          |         | [ 110 ] [ 111 ] |

### Prignitz
| Nazwa             | Miejsce     | Opis | Zdjęcie | Odnośnik        |
| ----------------- | ----------- | --- | ------- | --------------- |
| Zamek Neuhausen   | Berge       | W 1396 roku właścicielem zamku stał się ród Rohr, który w 1618 roku sprzedał posiadłość Georgowi von Winterfeldowi. Obecnie odbywają się na zamku różnego rodzaju wystawy i wydarzenia kulturalne. |         | [ 112 ]         |
| Pałac Wolfshagen  | Groß Pankow | W latach 50. XIX wieku pruski ogrodnik i architekt krajobrazu doby klasycyzmu, Peter Joseph Lenné, stworzył nieopodal pałacu park krajobrazowy. W październiku 1945 roku pałac został splądrowany przez Armię Czerwoną. Obecnie w pałacu działa muzeum.                                                           |         | [ 113 ]         |
| Pałac Demerthin   | Gumtow      | Został zbudowany w 1604 roku z inicjatywy Kathariny von Oppen, której mąż, Andreas von Klitzing, pozostawił po swojej śmierci wystarczające fundusze na budowle posiadłości. Pałac stał się własnością gminy w 1993 roku. Renowację budynku zakończono w 2004 roku.                                               |         | [ 114 ] [ 115 ] |
| Zamek Plattenburg | Plattenburg | Zamek powstał prawdopodobnie przed 1200 rokiem. W 1319 roku biskup Reiner von Havelberg nabył go od margrabiego brandenburskiego, Waldemara Wielkiego. Po śmierci ostatniego biskupa, Busso II von Alvenslebena, elektor brandenburski, Joachim II Hektor, wybrał swojego syna, Fryderyka, na biskupa Havelbergu. |         | [ 116 ]         |
| Pałac Rühstädt    | Rühstädt    | W 1780 roku posiadłość kupiła Magdalena von Jagow, a następnie – wraz z mężem, Georgiem Otto Friedrichem von Jagowem – który wcześniej spłonął. |         | [ 117 ]         |

### Spree-Neiße
| Nazwa          | Miejsce | Opis | Zdjęcie | Odnośnik |
| -------------- | ------- | --- | ------- | -------- |
| Twierdza Peitz | Peitz   | Jest to dawna twierdza pruska i niemiecka. W latach 1731–1741 jej dowodzącym był Kurt Christoph von Schwerin, pruski generał i feldmarszałek (Generalfeldmarschall), jeden z najważniejszych dowódców doby fryderycjańskiej, który zginął w bitwie pod Pragą w roku 1757, podczas wojny siedmioletniej (1756–1763). |         | [ 118 ]  |

### Teltow-Fläming
| Nazwa             | Miejsce          | Opis | Zdjęcie | Odnośnik        |
| ----------------- | ---------------- | --- | ------- | --------------- |
| Pałac Dahme       | Dahme/Mark       | W czasie wojen napoleońskich pałac był częściowo wykorzystywany jako szpital wojskowy. W 1873 roku pałac przeszedł w posiadanie miasta za 72.000 marek i odtąd służył jako budynek użyteczności publicznej, między innymi jako szkoła. Budynek nie został zniszczony w czasie II wojny światowej, jednak w następnych latach doszło do jego degradacji. Rozpoczęły się rozmowy na temat rozbiórki budynku. |         |                 |
| Pałac Genshagen   | Ludwigsfelde     | Pierwsza wzmianka pochodzi z 1289 roku. W 1910 roku rozpoczęto przebudowę, dzięki której budynek stał się neobarokowy. Po II wojnie światowej pałac początkowo służył jako zakwaterowanie dla uchodźców. W 1958 roku wybuchł pożar, przez co budynek musiał zostać odrestaurowany i częściowo przebudowany. Po zjednoczeniu pałac stał się własnością państwa. |         |                 |
| Pałac Wiepersdorf | Niederer Fläming | W miejscu pałacu początkowo stał dwór. Pod koniec XVI wieku jego właścicielem był Johann Gottfried von Leipzig. W 1734 roku pałac nabył Gottfried Emanuel von Einsiedel. W tym czasie rozbudowano pałac, pozostałości dworu zostały wkomponowane w nowy budynek. W 1780 roku Sophie Dorothea von Einsiedel sprzedała posiadłość za 98.000 talarów pruskiemu dyplomacie, byłemu ambasadorowi Prus w Danii, Joachimowi Erdmannowi von Arnimowi. W posiadłości zmarł jego znany syn, jeden z głównych przedstawicieli romantyzmu heidelberskiego, Achim von Arnim. |         | [ 119 ] [ 120 ] |

### Uckermark
| Nazwa         | Miejsce            | Opis | Zdjęcie | Odnośnik        |
| ------------- | ------------------ | --- | ------- | --------------- |
| Boitzenburg   | Boitzenburger Land | Pierwsza wzmianka o samej budowli pochodzi z 1276 i znajduje się w nadaniu zamku na rzecz Dietricha z Kerkov przez margrabiów brandenburskich, Jana II, Ottona IV i Konrada. W 1528 drogą zamiany z margrabiami brandenburskimi przeszedł na własność rodu Arnimów, którego przedstawiciele już we wcześniejszym stuleciu rezydowali tu często jako landwójtowie. Zamek stał się rezydencją jednej z linii tego rodu i centrum rosnącego odtąd do bardzo dużych rozmiarów majątku. Pozostawał w rękach Arnimów aż do 1945. |         | [ 121 ] [ 122 ] |
| Zamek Schwedt | Schwedt/Oder       | Zamek został poważnie uszkodzony w czasie II wojny światowej, a ruiny zostały wysadzone w powietrze w 1962 roku. Na miejscu zamku obecnie znajduje się obecnie centrum kulturalne. |         |                 |